# Războiul Fotbalului
Războiul Fotbalului (spaniolă: La guerra del fútbol) a fost un război de scurtă durată, ce a avut loc între state El Salvador și Honduras în anul 1969
El Salvador și Honduras sunt două state din America Centrală cu capitalele la San Salvador, respectiv Tegucigalpa, cu economii în curs de dezvoltare, agricultura având încă o pondere însemnată în veniturile anuale ale țărilor. La sfârșitul anilor '60, cele două țări au șocat o lume întreagă: în urma unor meciuri ale echipelor reprezentative de fotbal ce contau pentru calificarea la cupa mondială din 1970, anumite tensiuni politice și sociale au escaladat și au dat naștere la războiul fotbalului sau războiul de 100 de ore. Deși a fost denumit așa, o minimă analiză a acestui conflict, ne conduce la ideea fără echivoc că acele meciuri disputate în vara anului 1969 au fost practic factorul declanșator (pe fondul unor tensiuni preexistente) al confruntărilor armate dintre cele două state. 
În anul 1965, El Salvador avea o populație de aproximativ 3,3 milioane de locuitori și un produs intern brut estimat la 887,7 milioane de USD (date furnizate de Banca Mondială). Suprafața  țării este de aproximativ 21.041 kmp. Făcând un calcul simplu, produsul intern brut pe cap de locuitor era de circa 273 USD. Pe de altă parte, Hondurasul, la nivelul anului 1965, avea o populație de 2,4 milioane locuitori, suprafață țării de 5 ori mai mare ca cea a statului vecin (112.492 kmp), un produs intern brut de 508,6 milioane de USD și produsul intern brut pe cap de locuitor era de circa 217 USD.
Ținând cont de faptul că principala ocupație a populațiilor celor două țări era agricultura (cafea, trestie de zahăr, banană, bumbac) și analizând doar aceste cifre pur statistice, vom fi direcționați pe o cale greșită pentru înțelegerea cauzelor care au stat la baza războiului  de 100 de ore (venitul pe locuitor era mai mare în El Salvador). El Salvador era o țară mică (de fapt, cea mai mică din America Centrală) suprapopulată, cu o repartizare defectuoasă a pământurilor. Deși a câștigat independența față de guvernul spaniol colonial din anul 1821, a păstrat o tradiția feudală și existau, practic, 14 familii proeminente care dețineau o mare parte din terenuri, lăsând majoritatea țăranilor fără pământ și, în consecință, fără mijloace de subzistență. Pe de altă parte, Hondurasul a fost una dintre cele mai sărace și mai puțin dezvoltate din țările din America Centrală, dar a extirpat influența colonială, pentru a asigura o răspândire mai echitabilă a bogăției și a pământului.
Starea de normalitate 
Cu speranța unei vieți mai bune, mulți țărani salvadorieni, peste 300.000, au emigrat de-a lungul anilor '60 în Hondurasul vecin, mai mare ca suprafață și cu o densitate a populației mult mai relaxată. Cei mai încântați de această plecare au fost marii fermieri salvadorieni care voiau să evite cu orice chip o reformă agrară. În Honduras era nevoie de mână de lucru pentru culturile de banane, existau unii politicieni care sperau să unifice într-o singură națiune popoarele latino-americane din zonă. Deci, rezumând, faza inițială a exodului salvadorienilor nu a generat neplăceri sau nemulțumiri în rândul populației din Honduras.
Inițierea
Treptat  însă, acest exod a început să creeze tensiuni, populația crescând peste limite, ceea ce a dus la suprapopularea pământurilor în anumite regiuni și în Honduras. Nemulțumiți, agricultorii hondurieni s-au grupat într-o organizație (numită FENAGH) prin care au încercat să-și apere drepturile în fața imigranților salvadorieni. Astfel, sub această presiune, reforma agrară care a avut loc în 1968 n-a fost îndreptată împotriva marilor fermieri localnici, ci doar a imigranților salvadorieni. Pe lângă aceste probleme, au fost destui politicieni care au ațâțat elementele naționaliste, pentru a se folosi de ele. 
Tensiunea
La 1 iunie 1969, 500 de familii salvadoriene au fost practic izgonite din țară după ce în prealabil (în aprilie 1969) guvernul a anunțat expulzarea tuturor persoanelor care au dobândit proprietatea fără a îndeplini cerințele legale. Au urmat apoi și altele, ceea ce a făcut să apară o mare ură în sânul salvadorienilor. Tensiunile au crescut și mai mult când guvernul a propus o lege prin care a confiscat terenurile deținute de salvadorieni și le-a înapoiat celor născuți în Honduras. Rămași fără case și pământuri, o parte din salvadorieni au fost nevoiți să se întoarcă în El Salvador. Cum tensiunile dintre cele doua țări au crescut, El Salvador a început să afirme că terenurile care le-au fost luate imigranților salvadorieni sunt de fapt ale țării.
Cele două reprezentative de fotbal au ajuns să se confrunte între ele în semifinalele preliminariilor, într-o dublă dispută tur-retur. În două partide tensionate, ambele și-au materializat terenul propriu. Mai întâi, la 8 iunie, la Tegucigalpa, hondurienii au câștigat cu 1-0, printr-un gol marcat în ultimul minut. Meciul retur de la 15 iunie a fost pus sub supravegherea armatei salvadoriene. Acest lucru însă nu i-a împiedicat pe hondurieni să se trezească cu hotelul din San Salvador în care locuiau incendiat, fiind nevoiți să se mute în altul. Asta nu a însemnat că au scăpat de probleme, pentru că în fața acestuia s-au postat o sumedenie de localnici care au făcut gălăgie toată noaptea, pentru a nu-i lăsa să doarmă. Epuizată, a doua zi reprezentativa Hondurasului a pierdut cu 0-3. Suporterii oaspeților care au avut curajul să se deplaseze la meci au fost molestați, lăsându-se apoi cu numeroase lupte de stradă, cu geamuri sparte, mașini incendiate etc, două persoane pierzându-și viața. Ca răzbunare, imediat hondurienii i-au atacat în țara lor pe imigranții salvadorieni, rezultând morți și răniți. Autoritățile locale n-au făcut nimic pentru a împiedica aceste violențe, abia după două zile intervenind pentru că Tegucigalpa ajunsese paralizată . 
Escaladarea
Pe 26 iunie, cu o zi înaintea meciului din play-off (regulamentul prevedea cel de-al treilea meci – câștigat cu 3-2 de El Salvador), El Salvador a anunțat încetarea relațiilor diplomatice cu Honduras. Și-au justificat această măsură spunând că Honduras nu a făcut nimic pentru a-i pedepsi pe cei responsabili de torturarea imigranților salvadorieni. 
Armata terestră salvadoriană era superioară (8.000 combatanți față de doar 2.500) și ca număr și ca armament (puști germane moderne, piese de artilerie de 105 mm față de puști vechi americane). Fiind sub embargo impus de Statele Unite și neavând voie să își cumpere direct armament și muniție, cele două țări au căutat soluții de urgență și au achiziționat avioane din Al Doilea Război Mondial, precum F4U Corsair si P-51 Mustang, aviația honduriană la acest capitol fiind superioară.
Confruntarea propriu-zisă 
Pe 14 iulie, un avion militar salvadorian a trimis o bombă peste Tegucigalpa, declanșând astfel războiul. A fost și o invazie terestră pe drumul principal care lega cele două țări. Trupele salvadoriene au atacat și câteva insule aparținând Honduras, în Golfo de Fonseca. Fără prea multe eforturi, El Salvador a reușit să treacă de micuța armată a celor din Honduras și au ocupat orașul Nueva Ocotepeque. Hondurienii și-au revenit însă rapid și au început să bombardeze orașe, fabrici și rafinării din El Salvador și să contraatace la sol. Războiul a durat 4 zile (de-aici și numele de 100 de ore) și de aceea unii istorici consideră că a fost un scurt război de frontieră  mediat cu succes de Organizația Statelor Americane . 
Sub presiunea externă și a OSA, la 19 iulie, salvadorienii și-au retras trupele. Războiul a avut o intensitate și un nivel al violenței ridicat ceea ce a determinat o durată redusă datorată impactului major asupra comunității internaționale și a intervenției acesteia pentru aplanarea conflictului dar și a pierderilor umane semnificative (anumite surse susțin că ambele armate râmaseră și fără muniție, teorie care pare a fi plauzibilă având în vedere intensitatea conflictului și dotarea precare a ambelor armate). Astfel bilanțul înfruntării este de aproape 3.000 de morți, 15.000 de răniți. Și distrugerile materiale au fost însemnate – peste 40.000 de persoane și-au pierdut locuințele.
Detensionarea
A urmat o perioadă lungă de acalmie în care ambele țări au avut probleme grave interne de natură economică. Imigranții salvadorieni s-au întors în țara lor unde, gravele probleme economice au dus la conflicte masive, chiar și la război civil. În Honduras, unde guvernul era de regulă militar, s-au creat partide de opoziție reale, iar sprijinul popular pentru guvernele de acest tip s-a diminuat. Astfel, anii '70 pentru Honduras, au adus începutul unei reforme și o revigorare a statului . Evident și aici au fost perioade de recesiune și greutăți economice.
Bilanțul
În anul 1980 a fost semnat un tratat de pace între cele două țări. Ca urmare directă a conflictului dintre cele două țări, 130.000 de salvadorieni s-au întors acasă. În anii '80, în Honduras se scrie o nouă constituție, în care este prevăzut expres ca armată să fie condusă de un om politic civil. În aceeași perioadă, în El Salvador nu se fac progrese din punct de vedere politic, conducerea statului fiind asigurată de un guvern mixt de oameni politici și ofițeri, lucrurile continuând a se degrada, cu grave efecte asupra nivelului de trai al populației. 
În concluzie, un conflict finalizat, fără efecte pozitive palpabile, cu efecte grave (pierderi de vieți omenești și însemnate pagube materiale) și cu umbrirea rolului unificator și de acceptare multiculturală, rasială, etnică, religioasă etc. al fotbalului, în special, și al sportului, în general. La finalul analizei acestui conflict, am identificat, grafic, etapele acestei crize, pentru a întări afirmația de la început, prin care susțineam că această confruntare a fost una clasică, care se supune abordărilor teoretice ale specialiștilor în domeniu. De asemenea, trebuie făcută mențiunea că delimitarea etapelor nu este întotdeauna fixă, ci este interpretativă cu un pronunțat caracter subiectiv.